# Ultimate NES Remix
Ultimate NES Remix, anomenat al Japó Famicom Remix: La millor tria (ファミコン リミックス：ベストチョイス, Famikon Rimikkusu: Besto Choisu), és el nom d'un videojoc per a la Nintendo 3DS de la sèrie de compilacions de desafiaments de jocs de NES NES Remix.
Va sortir a Europa el 6 de novembre (7 en format físic), el 8 a Australàsia i a Amèrica el 5 de desembre de 2014 tant en format físic com en format digital a la Nintendo eShop. Va sortir al Japó el 27 d'agost de 2015.
Anunciat el 29 d'agost de 2014, conté desenes de desafiaments basats en setze videojocs clàssics llançats per a la consola NES així com altres modes.

## Jugabilitat
Ultimate NES Remix és semblant als jocs NES Remix, en què s'hi poden jugar a més de 250 desafiaments basats en jocs clàssics de la Nintendo Entertainment System barrejats. Té 16 jocs, provinents de diverses entregues de la sèrie NES Remix:
- De NES Remix
  - Balloon Fight[8]
  - Donkey Kong[9]
  - Donkey Kong Jr.[8]
  - Excitebike[9]
  - Mario Bros.[8]
  - Super Mario Bros.[9]
  - The Legend of Zelda[9]
- De NES Remix 2
  - Dr. Mario[8]
  - Kid Icarus[9]
  - Kirby's Adventure[9]
  - Metroid[9]
  - Punch-Out!![8]
  - Super Mario Bros. 2[9]
  - Super Mario Bros. 3[9]
  - Super Mario Bros.: The Lost Levels[10]
  - Zelda II: The Adventure of Link[9]

Té Championship Mode, tres desafiaments un darrere l'altre basats en Super Mario Bros., Super Mario Bros. 3 i Dr. Mario, basats en les competicions Nintendo World Championships del 1990. A més, té aules de classificació regionals en línia permetrà als jugadors veure com es comparen amb altres en la seva àrea. També estarà assistit per vídeo.
Ultimate NES Remix disposa d'un mode especial anomenat "Speed Mario Bros.", en què s'han de completar tots els nivells de Super Mario Bros. mentre el joc i el comptador corren més ràpid del normal.
Aquelles persones que aconsegueixen tres estrelles en cada desafiament, reben un nou mode en el joc que conté els 16 jocs originals en japonès (sota el nom Famicom Remix).

## Desenvolupament

Un dels desafiaments que conté el videojoc, en el mode Remix.

Ultimate NES Remix va ser anunciat el 29 d'agost de 2014 per a llançar-se a Europa el 7 de novembre, el 8 a Australàsia i a Amèrica el 5 de desembre de 2014 com una versió per a Nintendo 3DS de la sèrie de desafiaments basats en videojocs de NES NES Remix. En el Nintendo Direct del 5 de novembre es va anunciar que el joc ja es podia descarregar en format digital l'endemà.
El productor dels jocs NES Remix, Koichi Hayashida, va concedir una entrevista a Miiverse coincidint amb el llançament simultani a Amèrica de NES Remix Pack i Ultimate NES Remix. Hayashida va explicar que aquest últim va ser creat a causa d'una demanda molt alta dels fans. Volien cancel·lar el projecte un mes abans del final del seu desenvolupament pels immensos conflictes amb les limitacions de programari de la 3DS, però van trobar una manera d'evitar-les.
El Nintendo Direct del 31 de maig de 2015 sobre el mercat japonès es va anunciar que el joc sortiria al Japó el 27 d'agost de 2015 sota el nom Famicom Remix: La millor tria (ファミコン リミックス：ベストチョイス, Famikon Rimikkusu: Besto Choisu).

## Recepció

### Crítica
Ultimate NES Remix ha rebut crítiques mitjanes. La més alta, de 9,0 de 10, és de God is a Geek: dient que Ultimate NES Remix és el joc perfecte per als usuaris de Nintendo 3DS que els agraden els videojocs, i que el joc té molta varietat i diversió. Nintendo World Report, amb un 7,5 de 10, diu que el joc és genial per fer passar el temps, la col·lecció és bona però no té els millors modes. Nintendo Life diu amb un 7/10 que és millor gastar-se els diners en els jocs de Wii U. GameSpot, amb la mateixa nota, diu que hi ha força varietat i diversió. FNintendo, amb un 6/10, diu que el joc té algunes mancances com l'efecte 3D, multijugador, poc contingut però sí bona base.

### Vendes
El joc va ser el vuitè més venut a la setmana del 24 al 30 d'agost de 2015 al Japó venent 14.079 unitats. En el mateix període es van vendre 48.919 unitats de consoles 3DS. A la setmana del 31 al 6 de setembre va ser el dotzè de la setmana venent 4.523 unitats amb 18.602 en total.

### Màrqueting
Si es reserva una còpia del joc Ultimate NES Remix a la botiga online britànica de Nintendo l'usuari podia rebre una gorra grisa amb el comandament de NES al front.
Un panell basat en el videojoc es pot aconseguir mitjançant SpotPass en el minijoc "En busca del cromo" de la Plaza Mii de StreetPass, així com el Mii del director Koichi Hayashida.
Un tema (conjunt de sons, icones i fons) per al Menú HOME de Nintendo 3DS basat en la Famicom va ser alliberat per a certs usuaris americans, europeus i japonesos. Pins -que es van afegir a finals de setembre de 2015- per a decorar el menú Home per a l'aplicació Nintendo Badge Arcade estan basats en Famicom Remix.

### Llegat
El Championship Mode va ser utilitzat per als participants dels tornejos classificadors del Nintendo World Championships 2015 final de la qual Nintendo celebrà a l'E³ 2015.